# Redjaouna
Pour les articles homonymes, voir Redjaouna (homonymie).
Redjaouna est une montagne du massif du Djurdjura en Grande Kabylie, dans la wilaya de Tizi Ouzou en Algérie, qui abrite le village de Sidi Belloua.

## Géographie
Le mont Redjaouna, culminant à plus de 600 mètres d’altitude, domine la ville kabyle de Tizi Ouzou. Il s'étend le long de la crête du piedmont Belloua[pas clair].
Le mont Redjaouna est une formation du socle kabyle composé de roches magmatiques et métamorphiques[source insuffisante].